# گونگیلوس

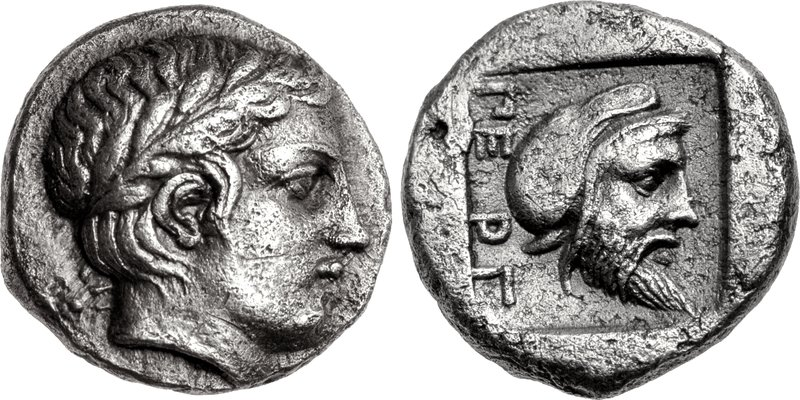
ضرب سکه احتمالی گونگیلوس، با آپولو در جلو، و گونگیلوس که کلاه ایرانی بر سر دارد، به عنوان فرمانروای پرگامون در شاهنشاهی هخامنشی. پرگامون، میزیا، در حدود ۴۵۰ پ.م. نام شهر (پرگامون) برای اولین بار بر روی این سکه ظاهر می‌شود، این اولین مدرک برای نام شهر است.

گونگیلوس (Γογγύλος)، از ارتریا در اوبویا، یک دولتمرد یونانی قرن پنجم بود که به عنوان واسطه بین اسپارتا و خشایارشا بود، و از طرفداران او بود.
پس از دومین تهاجم ایرانیان به یونان در سال ۴۷۹ پ. م، گونگیلوس مجبور به فرار و پناه بردن به شاهنشاهی هخامنشی شد. در آنجا خشایارشا قلمرو پرگامون در آسیای صغیر را از حدود ۴۷۰ تا ۴۶۰ پیش از میلاد به عنوان پاداش به او اعطا کرد. نوادگان او حداقل تا سال ۴۰۰ پیش از میلاد بر شهر حکومت کردند و سلسله گونگیلیان را تشکیل دادند. گونگیلوس یکی از چندین اشراف یونانی بود که به شاهنشاهی هخامنشی پناه برد، از جمله افراد دیگر هیپیاس، دماراتوس و تمیستوکلس. او مورد استقبال شاهنشاهان هخامنشی قرار گرفت و برای حمایت او کمک‌های سرزمینی کردند و اور را بر شهرهای مختلف آسیای صغیر مسلط کردند.
به گفته گزنوفون (آناباسیس)، هنگامی که در سال ۳۹۹ پیش از میلاد به میزیا رسید، با هلاس، بیوه گونگیلوس و دختر احتمالی تمیستوکلس ملاقات کرد.
, که در پرگامون زندگی می‌کرد. دو پسر او، گورگیون و گونگیلوس کوچکتر، به ترتیب بر شهرهای گامبریوم و پالائگامبریوم برای گورگیون، و میرینا و گرینیوم برای گونگیلوس حکومت کردند. گزنفون از نوادگان گونگیلوس برای لشکرکشی به آسیای صغیر و همچنین از نوادگان دماراتوس، تبعیدی اسپارتی که او نیز در از نوادگان ساتراپ هخامنشیان بود، حمایت‌هایی دریافت کرد.
گمان می‌رود که سلسله‌های یونانی پرگامون پس از صلح آنتالکیداس در سال ۳۸۶ پیش از میلاد به دلیل حمایت از یونانیان علیه هخامنشیان مجازات شدند. با این حال، در اواسط قرن چهارم پیش از میلاد، ساتراپ هخامنشی یرواند یکم دوباره به مردم پرگامون اجازه داد در آکروپلیس شهر خود ساکن شوند. این تا زمان فتوحات اسکندر ادامه داشت، تا زمانی که پرگامون بخشی از امپراتوری اسکندر شد.